# Tipula (Lunatipula) disjuncta
Tipula (Lunatipula) disjuncta is een tweevleugelige uit de familie langpootmuggen (Tipulidae). De soort komt voor in het Nearctisch gebied.